# Горячеводский редут
Горячеводский редут — сторожевое укрепление, которое было заложено по приказу генерала А. П. Ермолова в 1818 году возле Давлетгереевского аула (Старый-Юрт) для обеспечения безопасного сообщения между крепостью Грозная и терскими казачьими станицами. Укрепление входило в состав Сунженской передовой линии.

## История
В 1818 году в 19 верстах от крепости «Грозной», рядом с аулом Старый Юрт, возле минеральных источников на Терском хребте, был возведен редут Горячеводский. Укрепления входило в состав Сунженской передовой линии. В задачу редута входила охрана дороги от станицы Червленной в крепость Грозную. Редут имел четыре бастиона, защищенный рвом и валом, возле редута располагался военный привал. В лагере была последняя стоянка по пути в крепость воинских частей, направлявшихся на левый фланг.
Позже укрепление было дополнено другими русскими укреплениями: Николаевским мостовым на Тереке, Чеченской башней и Нефтяной башней.

## Лев Толстой в укреплении
С 6 июня 1851 года, в гарнизоне редута в составе артиллерийской батареи проходил службу Н. Н. Толстой, с ним был и его брат — Лев Николаевич.
Льву Николаевичу понравилась местность вокруг лагеря. В своем письме к Т. А. Ергольской он писал, что здесь красивые виды, начиная с той местности, где самые источники:

огромная гора камней, громоздящихся друг на друге, иные, оторвавшись, составляют как бы гроты, другие висят на большой высоте, пересекаемые потоками горячей воды, которые с шумом срываются в иных местах и застилают верхнюю часть горы белым паром, непрерывно по утрам поднимающимся от этой кипящей воды…
Рядом с укреплением находились горячие источники, где писатель отдыхал и находил творческое вдохновение, любимым местом Толстого была небольшая возвышенность из скальной породы. Долго сидя в прохладе тени, он делал заметки в своем дневнике. Там же проходили беседы с его кунаком чеченцем Садо Мисербиевым из аула Старый Юрт. Во время одного из них Толстой нарисовал портрет дяди Садо в дневнике.
В Горячеводском редуте Лев Николаевич бывал много раз. В первый свой приезд в 1851 году он провел там два месяца. Тогда в июне вышли в свет строки повести «Детство». Биограф Толстого П. И. Бирюков относит Горячеводский лагерь у Старого Юрта к значимым местам, здесь, пишет он, «родились первые строки произведения Льва Николаевича». Напоследок, покидая Кавказ, 20 января 1854 года, Лев Николаевич посетил Горячеводское, посидел с другом Садо у скалы. В дальнейшем на этой скале, на камне была выбита надпись: «Здесь, у этой скалы, с 1851 по 1854 годы бывал Л. Н. Толстой со своим другом Садо Мисербиевым», ниже: «У этой же скалы в 1910 году был убит Мисербиев».
В 1844 году укрепление теряет свое военное назначение и было упразднено. Позже рядом с источниками основывается станица Барятинская (с. Горячеводское).